# Blanzac
Blanzat és un municipi francès situat al departament del Puèi Domat i a la regió d'Alvèrnia-Roine-Alps. L'any 2007 tenia 3.906 habitants.

## Demografia

### Població
El 2007 la població de fet de Blanzat era de 3.906 persones. Hi havia 1.544 famílies de les quals 343 eren unipersonals (163 homes vivint sols i 180 dones vivint soles), 604 parelles sense fills, 512 parelles amb fills i 85 famílies monoparentals amb fills.
La població ha evolucionat segons el següent gràfic:
Habitants censats

### Habitatges
El 2007 hi havia 1.647 habitatges, 1.576 eren l'habitatge principal de la família, 7 eren segones residències i 64 estaven desocupats. 1.453 eren cases i 192 eren apartaments. Dels 1.576 habitatges principals, 1.181 estaven ocupats pels seus propietaris, 376 estaven llogats i ocupats pels llogaters i 19 estaven cedits a títol gratuït; 3 tenien una cambra, 64 en tenien dues, 191 en tenien tres, 526 en tenien quatre i 791 en tenien cinc o més. 1.245 habitatges disposaven pel capbaix d'una plaça de pàrquing. A 630 habitatges hi havia un automòbil i a 833 n'hi havia dos o més.

### Piràmide de població
La piràmide de població per edats i sexe el 2009 era:
| Homes | Edats   | Dones |
| ----- | ------- | ----- |
| 0     | 95 o +  | 12    |
| 0     | 90 a 94 | 4     |
| 0     | 85 a 89 | 16    |
| 4     | 80 a 84 | 16    |
| 44    | 75 a 79 | 56    |
| 44    | 70 a 74 | 84    |
| 68    | 65 a 69 | 84    |
| 144   | 60 a 64 | 108   |
| 144   | 55 a 59 | 140   |
| 240   | 50 a 54 | 208   |
| 120   | 45 a 49 | 188   |
| 116   | 40 a 44 | 140   |
| 140   | 35 a 39 | 144   |
| 112   | 30 a 34 | 140   |
| 120   | 25 a 29 | 108   |
| 128   | 20 a 24 | 112   |
| 120   | 15 a 19 | 112   |
| 144   | 10 a 14 | 76    |
| 152   | 5 a 9   | 144   |
| 80    | 0 a 4   | 68    |

## Economia
El 2007 la població en edat de treballar era de 2.601 persones, 1.842 eren actives i 759 eren inactives. De les 1.842 persones actives 1.696 estaven ocupades (884 homes i 812 dones) i 145 estaven aturades (74 homes i 71 dones). De les 759 persones inactives 324 estaven jubilades, 244 estaven estudiant i 191 estaven classificades com a «altres inactius».

### Ingressos
El 2009 a Blanzat hi havia 1.600 unitats fiscals que integraven 3.906,5 persones, la mediana anual d'ingressos fiscals per persona era de 20.294 €.

### Activitats econòmiques
Dels 125 establiments que hi havia el 2007, 3 eren d'empreses alimentàries, 1 d'una empresa de fabricació de material elèctric, 11 d'empreses de fabricació d'altres productes industrials, 29 d'empreses de construcció, 20 d'empreses de comerç i reparació d'automòbils, 5 d'empreses de transport, 4 d'empreses d'hostatgeria i restauració, 1 d'una empresa d'informació i comunicació, 3 d'empreses financeres, 4 d'empreses immobiliàries, 9 d'empreses de serveis, 28 d'entitats de l'administració pública i 7 d'empreses classificades com a «altres activitats de serveis».
Dels 40 establiments de servei als particulars que hi havia el 2009, 1 era una oficina de correu, 4 tallers de reparació d'automòbils i de material agrícola, 3 autoescoles, 5 paletes, 7 guixaires pintors, 5 fusteries, 6 lampisteries, 2 electricistes, 3 perruqueries, 2 restaurants, 1 agència immobiliària i 1 saló de bellesa.
Dels 7 establiments comercials que hi havia el 2009, 1 era un supermercat, 1 una gran superfície de material de bricolatge, 2 fleques, 2 botigues de roba i 1 una floristeria.
L'any 2000 a Blanzat hi havia 11 explotacions agrícoles que ocupaven un total de 185 hectàrees.

## Equipaments sanitaris i escolars
Els 2 equipaments sanitaris que hi havia el 2009 eren farmàcies.
El 2009 hi havia 2 escoles maternals i 1 escola elemental.

## Poblacions més properes
El següent diagrama mostra les poblacions més properes.